# De gele spin
De gele spin is het 68ste stripverhaal van Jommeke. De reeks wordt getekend door striptekenaar Jef Nys.

## Personages
- Jommeke
- Flip
- Filiberke
- Pekkie
- professor Gobelijn
- Anatool
- andere : bende van de Gele Spin, politie Hong Kong, ...

## Verhaal
Jommeke en zijn vrienden ontdekken dat er bij professor Gobelijn ingebroken werd. De professor stelt vast dat er geheime plannen gestolen zijn die van groot belang zijn voor de wereldvrede. Hij ontdekt echter ook een kaartje met een adres in Hongkong en vertrekt met Jommeke, Flip, Filiberke en Pekkie per boot naar Hong Kong. In dezelfde boot zit ook Anatool als verstekeling verborgen. Hij heeft de plannen gestolen. Ondertussen vertelt de professor dat de plannen zijn nieuwste uitvinding betreffen, een bom alle atoombommen op een goede manier onschadelijk te maken. Het adres dat hij vond, is dat van een geheim misdadig genootschap, 'De Gele Spin', dat de plannen wil gebruiken om de atoombommen van de anderen onschadelijk te maken en zo zelf de macht te grijpen. Net op het moment dat de vrienden Anatool op de boot vinden, komt 'De Gele Spin' hem met een helikopter bevrijden. Anatool valt wel in het water, maar kan ontkomen.
Aangekomen in Hong Kong trekken de vrienden naar het adres, een alleenstaand huis met het beeld van een draak erop dat dienstdoet als antenne en communicatiemiddel. Ze dringen de woning binnen, maar vallen al snel in handen van de Gele Spin. Enkel Flip kan ontkomen. Door de val in het water zijn de plannen gedeeltelijk verloren en de Gele Spin dwingt de professor de plannen opnieuw te schrijven. Anders zullen Jommeke en Filiberke gedood worden. De professor krijgt daarvoor een laboratorium. Flip kan hem bereiken en krijgt de opdracht de politie te verwittigen. Ondertussen maakt de professor een krachtig slaapmiddel om de mannen van de Gele Spin uit te schakelen. De politie kan hen zo gemakkelijk aanhouden en de professor heeft zijn plannen terug. De vrienden worden uit de kelder bevrijd. Enkel Anatool kan ontsnappen.

## Achtergronden bij dit verhaal
- Dit album speelt zich af tegen de achtergrond van de Koude Oorlog op een moment dat China als nieuwe dreigende mogendheid opkomt. Alle vijanden zijn Chinezen. Opvallend is dat de politie van Hong Kong alleen uit blanken bestaat.
- Een misdadige bende als tegenstander komt niet zo vaak voor in de reeks. Meestal neemt Jommeke het op tegen een of een heel kleine groep boeven. Het was al van het album nr. 33 geleden dat dit nog voorkwam.
- Net zoals de Spaanstaligen in de reeks het Jommekes-Spaans spreken, zullen de Chinezen in de reeks een eigen taal krijgen. Hun 'r' wordt steevast vervangen door een 'l', een stereotiep beeld om de Chinezen te onderscheiden van de westerlingen.
- Het is het eerste bezoek van Jommeke en zijn vrienden aan Hong Kong en bij uitbreiding aan China. Eerder waren ze wel al in het Verre Oosten geweest, meer bepaald in Thailand, Myanmar (album 38) en Japan (album 59).